# Langonnet
Langonnet (tiếng Breton: Langoned) là một xã ở tỉnh Morbihan trong vùng Bretagne tây bắc Pháp. Xã này có diện tích 85,4 km², dân số năm 1999 là 1918 người. Khu vực này có độ cao từ 104-292 mét trên mực nước biển.
Cư dân của Langonnet danh xưng trong tiếng Pháp là Langonnetais, trong tiếng Breton Langonediz.

## Tiếng Bretagne
Xã này đã phát động một kế hoạch song ngữ thông qua Ya d'ar brezhoneg ngày 27 tháng 1 năm 2005